# 福田村 (岡山県邑久郡)
福田村（ふくだ そん / むら）は、岡山県邑久郡にあった村。現在の瀬戸内市の一部にあたる。

## 地理
吉井川下流左岸の沖積地に位置していた。

## 歴史
- 1889年（明治22年）6月1日、町村制の施行により、邑久郡福本村、百田村、宗三村、豆田村、福中村が合併して村制施行し、福田村が発足[1][2]。福本を福元とし、旧村名を継承した百田、宗三、豆田、福中の4大字と合わせて5大字を編成[2]。
- 1919年（大正8年）頃に電灯線を架設[2]。
- 1923年（大正12年）養蚕組合設立[2]。
- 1947年（昭和22年）福田農業協同組合設立[2]。
- 1952年（昭和27年）4月1日、邑久郡邑久村、今城村、豊原村、本庄村、笠加村と合併し、町制施行し邑久町を新設して廃止された[1][2]。

### 地名の由来
合併村名の最も多い共通文字を組み合わせたもの。

## 産業
- 農業、商業、工業[2]

## 交通

### 乗合バス
- 1926年（大正15年）邑久自動車、西大路 - 鶴海間を1日2往復運行開始[2]。

## 教育
- 1890年（明治23年）大字福中の星川小学校を福元に移転し福田尋常小学校と改称[2]。